# 合唱幻想曲
合唱幻想曲 ハ短調（がっしょうげんそうきょく ハたんちょう、独：Fantasie für Klavier, Chor und Orchester c-Moll） 作品80は、ルートヴィヒ・ヴァン・ベートーヴェンが1808年に作曲した、独奏ピアノと管弦楽を含む合唱曲。バイエルン国王マクシミリアン1世に献呈されている。管弦楽に加えてピアノ独奏・独唱者6人・4部合唱が必要であるということもあり、他のベートーヴェンの楽曲に比べて演奏される機会は非常に少ない。

## 概要
本作は交響曲第5番と同時期の作品だが、この曲には既に交響曲第9番の歓喜の合唱の原型が現れている。管弦楽と合唱を組み合わせるという試みや、その旋律は、後の『第九』へと至る主要な源流のひとつと考えられている。
楽器構成としては標準的な二管編成の管弦楽に独奏ピアノ、独唱者6名（ソプラノ2、アルト、テノール2、バス）、さらに四部合唱を加えるという非常に大規模なものになっている。
これら多くの要素を一つの曲に盛り込んだため、曲の全体像がつかみづらく、交響曲第9番に比べると声楽や管弦楽の扱いが単純で、合唱の入る部分ではピアノは役割が少なくなる、また他のベートーヴェンの作品に比べて構成の綿密さは見られないなどの欠点は指摘されるが、ベートーヴェンは作曲の完成度よりは管弦楽と合唱の高度な融合を目指す実験を試みたのではないかと考えられる。

## 作曲・初演
1808年12月22日の、アン・デア・ウィーン劇場における交響曲第5番、第6番の初演コンサートで演奏する最後の曲として、同年の12月の後半の半月ほどで作曲された。この作曲期間はベートーヴェンにとっては非常に短いものである。歌詞は詩人クリストフ・クフナーのものとされているが、クフナーの詩集にこのような詩が存在しないことなどからこれを疑問視する声もある。
初演は、この演奏会で行われた。演奏会の詳細は交響曲第5番の記事にも記されているとおり、リハーサル時間の不足などから初演は大失敗に終わったことがアントン・シントラーの記録に記されている。この際、冒頭のピアノ独奏部は即興演奏され、その後1811年の出版に際して新たに書き下ろされた。

## 編成
フルート2、オーボエ2、クラリネット2、ファゴット2、ホルン2、トランペット2、ティンパニ、弦五部、独奏ピアノ、独唱者6名（ソプラノ2、アルト、テナー2、バス）、四部合唱。

## 曲の構成
7つの部分からなる。演奏時間は約20分。
1. Adagio ：26小節のピアノ独奏部。
2. Allegro ：主題が提示され、以下でピアノ協奏曲的な変奏曲となる。
3. Meno allegro
4. Adagio ma non troppo
5. Marcia, assai vivace
6. Allegretto, ma non troppo, (quasi Andante con moto) ：ハ長調に転じ、変奏曲の主題が四重唱、そして合唱で歌われる。
7. Presto. ：コーダ。ピアノと管弦楽が一体となり、力強く結ばれる。

## 歌詞
芸術を賛美する内容となっており、「歓喜に寄せて」と共通点が見られる。

| Schmeichelnd hold und lieblich klingen unsers Lebens Harmonien, und dem Schönheitssinn entschwingen Blumen sich, die ewig blüh'n. Fried und Freude gleiten freundlich wie der Wellen Wechselspiel; was sich drängte rauh und feindlich, ordnet sich zu Hochgefühl. Wenn der Töne Zauber walten und des Wortes Weihe spricht, muss sich Herrliches gestalten, Nacht und Stürme werden Licht, äuß're Ruhe, inn're Wonne, herrschen für den Glücklichen, Doch der Künste Frühlingssonne lässt aus beiden Licht entsteh'n. Großes, das ins Herz gedrungen, blüht dann neu und schön empor, hat ein Geist sich aufgeschwungen, hallt ihm stets ein Geisterchor. Nehmt denn hin, ihr schönen Seelen, froh die Gaben schöner Kunst. Wenn sich Lieb und Kraft vermählen, lohnt dem Menschen Göttergunst. | 快く優しく愛らしく、かき鳴らす、 私たちの命のハーモニーを そして、美に対する感性を膨らませる。 花が永遠に咲きつづけるように。 平和と喜びが親しく流れよる、 波が寄せ合うように； 波は荒れ狂い、ぶっつかりあい、流れながら、 和合していく、高まった気持ちへと。 その時、魔法のような音が鳴りひびき 荘厳な言葉が語られる、 素晴らしいことが、これから起こる、 夜と嵐が 光となる、 外側は静寂、内側は幸せが 幸運へと導いていく。 なんと、春の太陽の技（わざ）が ふたつを光とする。 偉大なこと、それが心の中に染み透り、 咲きのぼる、次々に新しく美しく、 精神ははずみ躍動し、 精神の合唱はそれに響き続ける。 受けとめよう、汝ら美しい魂、 喜びをもたらす贈り物、美しき芸術を。 愛と力が結びつくとき、 人は神の恩寵を授かる。 |

## 類似作品
形態の類似する作品に
- スクリャービン：交響曲第5番「火の詩」
- ブゾーニ：ピアノ協奏曲
- ソラブジ：ピアノと大管弦楽、合唱とオルガンのための交響曲第1番（KSS・30）、第2番（KSS・51）

などがある。